# レーティッシュ鉄道G4/5形蒸気機関車

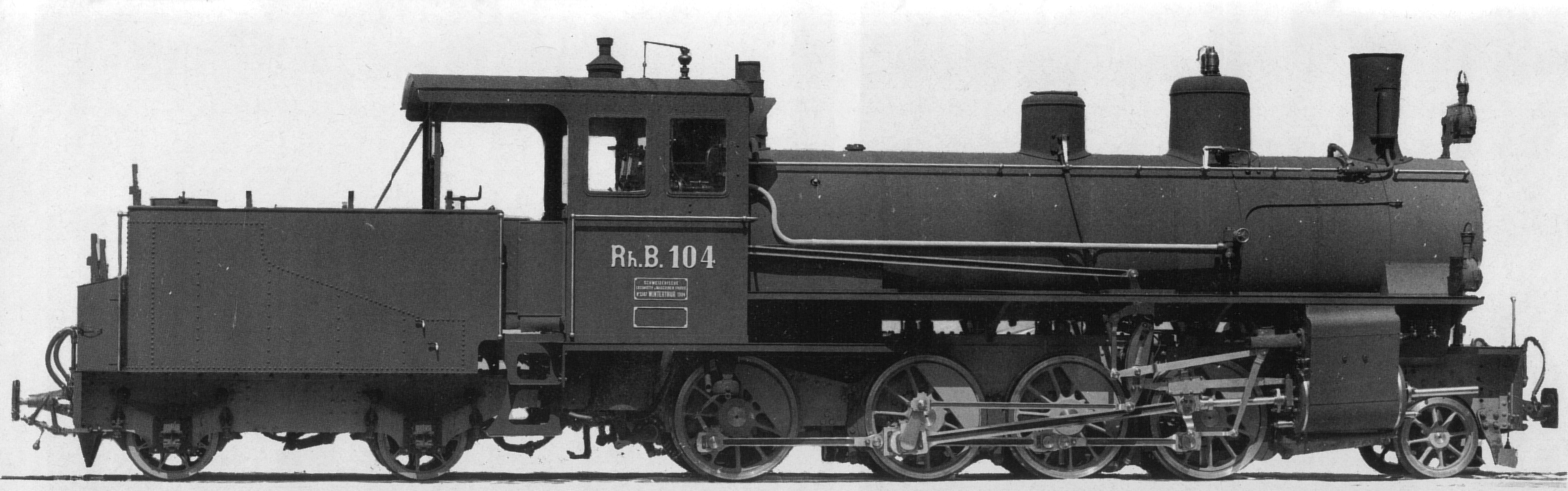
SLM公式写真、G4/5 104号機、2シリンダ複式・飽和蒸気式の機体

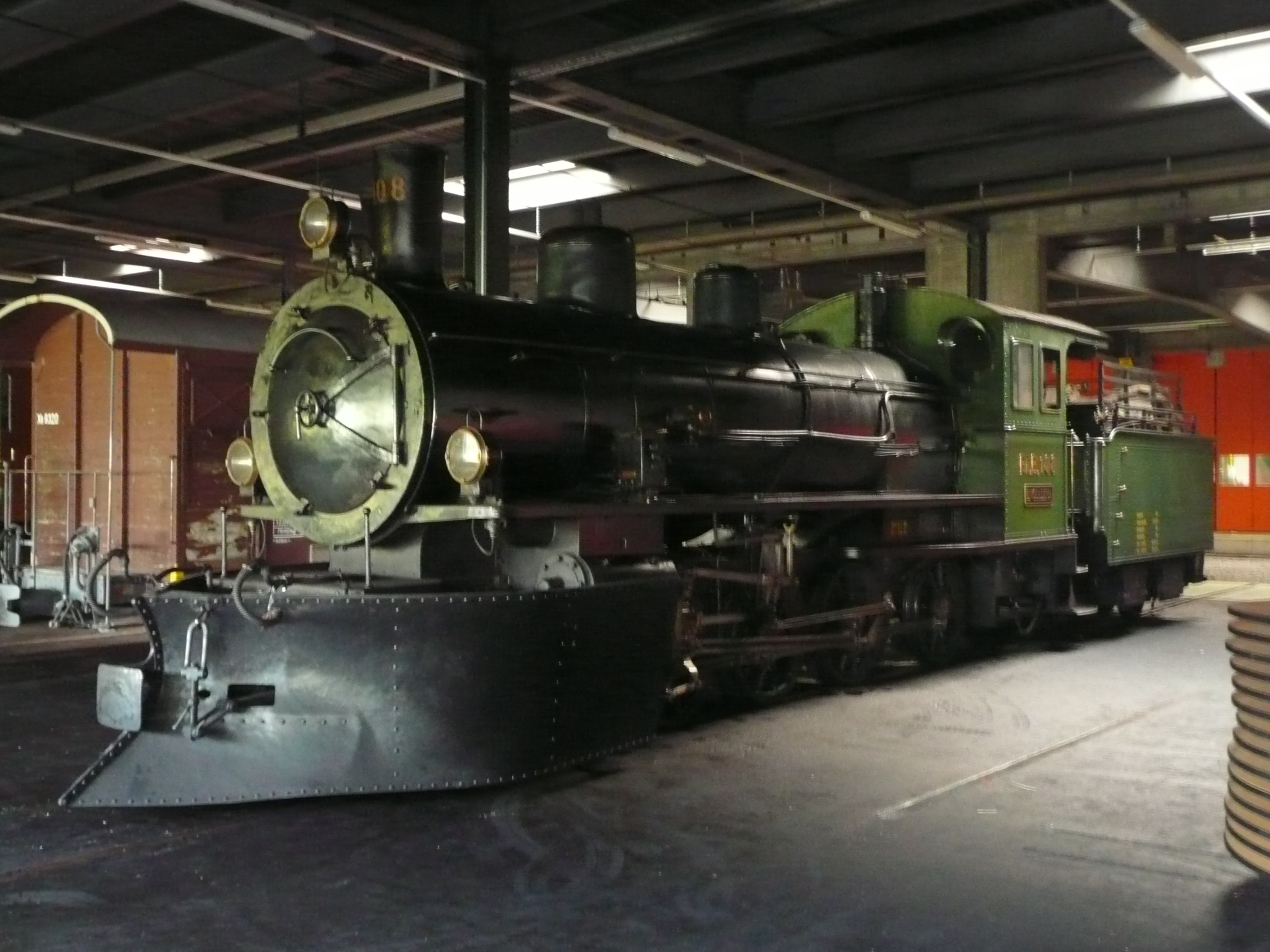
動態保存されているG4/5 108号機、大形スノープラウを装備、2シリンダ単式・過熱蒸気式の機体

レーティッシュ鉄道G4/5形蒸気機関車（レーティッシュてつどうG4/5がたじょうききかんしゃ）は、スイス最大の私鉄であるレーティッシュ鉄道（Rhätische Bahn(RhB)）の本線系統で使用された山岳鉄道用蒸気機関車である。

## 概要
レーティッシュ鉄道の本線系統では、前身のラントクアルト・ダヴォス鉄道が1889年に最初の区間を開通させてから、1913年にエンガディン線が最初から電化で開通したのを手始めに1922年までに全線が交流11kV16.7Hzで電化されるまでは蒸気機関車で運行され、本形式以前には最初の蒸気機関車であるG3/4形や、G2x2/2形、G2/2+2/3形、G2/3+2/2形といったマレー式機関車が使用されていた。本形式は、それらの機関車の増備として、アルブラ線が全通した1904年から1915年にかけて、路線の延長と輸送量の増加に対応して製造された軸配置1'Dのテンダー機で、29両がSLMで製造され、機体により機構・性能が異なるが、出力323-588kW、牽引力65-69kNを発揮し、35パーミルで90-95tを18-32km/hで牽引可能な性能を持つ。それぞれの機番と製番、製造年、価格（スイスフラン）は下記のとおりである。
2シリンダ複式・飽和蒸気式の機体
- 101 - 1582 - 1904年6月18日 - 61,500
- 102 - 1583 - 1904年6月28日 - 61,500
- 103 - 1584 - 1904年7月6日 - 61,500
- 104 - 1585 - 1904年8月12日 - 61,500

2シリンダ複式・飽和蒸気式、ボイラー容量増加形の機体
- 105 - 1707 - 1906年4月25日 - 74,000
- 106 - 1708 - 1906年4月30日 - 74,000

2シリンダ単式・過熱蒸気式の機体
- 107 - 1709 - 1906年5月16日 - 77,500
- 108 - 1710 - 1906年6月7日 - 77,500
- 109 - 1813 - 1907年4月16日 - 77,500
- 110 - 1814 - 1907年4月24日 - 77,500
- 111 - 1815 - 1907年5月3日 - 77,500
- 112 - 1816 - 1907年5月18日 - 77,500
- 113 - 1817 - 1907年5月27日 - 77,500
- 114 - 1818 - 1907年6月4日 - 77,500

2シリンダ単式・過熱蒸気式の機体（つづき）
- 115 - 1987 - 1909年4月23日 - 77,500
- 116 - 1988 - 1909年4月30日 - 77,500
- 117 - 1989 - 1909年5月7日 - 77,500
- 118 - 2208 - 1912年3月23日 - 77,500
- 119 - 2209 - 1912年4月3日 - 77,500
- 120 - 2329 - 1913年6月28日 - 77,500
- 121 - 2330 - 1913年7月4日 - 77,500
- 122 - 2331 - 1913年7月21日 - 77,500
- 123 - 2332 - 1914年1月29日 - 83,300
- 124 - 2510 - 1915年5月6日 - 83,300
- 125 - 2511 - 1915年5月10日 - 83,300
- 126 - 2512 - 1915年5月17日 - 83,300
- 127 - 2513 - 1915年5月31日 - 83,300
- 128 - 2514 - 1915年6月8日 - 83,300
- 129 - 2515 - 1915年7月12日 - 86,500

## 仕様

### 外観
- 外観は太いボイラーに1050mmの比較的径の小さい動輪を車軸配置1'Dに配置しているもので、煙突中心がシリンダ中心より大きく前に出ており、煙室扉周りや運転室周りなどが全体にシンプルにまとめられたデザインの、スイス製蒸気機関車の標準的なスタイルである。
- 正面には煙突前部とデッキ上左右の3箇所に丸型の引掛式の前照灯が設置されており、当初はオイルランプであったが、105号機以降はテンダーの車輪に設置された発電機と蓄電池による電灯式となっている。
- 連結器はねじ式連結器で緩衝器（バッファ）が中央、フック・リングがその左右にあるタイプである。また、冬季には先頭部に機体の前面からシリンダ横部までを覆う形の、連結器も取付けられた大型のスノープラウを冬季に設置していた。
- 塗装
  - 当初は全体が黒で、運転室横に"RhB"と機番の切抜文字が、煙突正面とテンダー後部に機番の切抜文字が設置されていた。
  - その後1912年にGe2/4形電気機関車が緑色の車体で製造されると、蒸気機関車についても運転室前面・側面とテンダー上回りが緑色に変更されている。

### 走行装置
- ボイラーは101-104号機は飽和蒸気式、蒸気圧力13kg/cm2であったが、1906年製造分で飽和蒸気式、小煙管196本、14kg/cm2の105、106号機とシュミット式の過熱装置を搭載した過熱蒸気式、小煙管112本/大煙管18本、12kg/cm2の107、108号機の比較がなされ、以後は過熱蒸気式で製造されることとなった。
- 同様に、走行装置は106号機までが2シリンダ複式[2]、107号機以降が2シリンダ単式であるが、弁装置はいずれもワルシャート式である。なお、シリンダ径は複式の機体が高圧440mm/低圧660mm、単式の機体が460mm[3]で、行程はいずれも580mmとなっており、シリンダには複式の機体が1:20、単式の機体は1:40の傾斜がつけられている。
- 動輪は直径1050mmのスポーク車輪で、主動輪は第3動輪とし、曲線通過を考慮して第2、第4動輪にはそれぞれ30mmの横動を付加している。先輪とテンダー車輪は直径700mm、台枠は30mm圧鋼板による板台枠式で、本形式以前の機関車と異なり内側台枠となっており、ボイラ台とシリンダブロックは鋳鉄製である。
- テンダーは2軸の小形のものであるが、積載容量は徐々に増加し、101-104号機は石炭2.0t、水5.0m3であったが、105号機以降は石炭2.5t、水9.8m3、123号機以降は石炭2.5t、水10.0m3となった。
- ブレーキ装置は手ブレーキ及び真空ブレーキで、第1、第3動輪とテンダー車輪に作用するものである。

### 主要諸元
| 項目         | 機番                     | 101-104                                                                            | 105-106                                                                            | 107-108                                                                            | 109-122                                                                            | 123-128                                                                            | 129                                                                                |
| ------------ | ------------------------ | ---------------------------------------------------------------------------------- | ---------------------------------------------------------------------------------- | ---------------------------------------------------------------------------------- | ---------------------------------------------------------------------------------- | ---------------------------------------------------------------------------------- | ---------------------------------------------------------------------------------- |
| 軌間         | 軌間                     | 1000mm                                                                             | 1000mm                                                                             | 1000mm                                                                             | 1000mm                                                                             | 1000mm                                                                             | 1000mm                                                                             |
| 方式         | 方式                     | 2シリンダ複式/飽和蒸気式テンダー機関車                                             | 2シリンダ複式/飽和蒸気式テンダー機関車                                             | 2シリンダ単式・過熱蒸気式テンダー機関車                                            | 2シリンダ単式・過熱蒸気式テンダー機関車                                            | 2シリンダ単式・過熱蒸気式テンダー機関車                                            | 2シリンダ単式・過熱蒸気式テンダー機関車                                            |
| 軸配置       | 軸配置                   | 1'D                                                                                | 1'D                                                                                | 1'D                                                                                | 1'D                                                                                | 1'D                                                                                | 1'D                                                                                |
| 寸法         | 全長                     | 13220mm                                                                            | 13970mm                                                                            | 13970mm                                                                            | 13970mm                                                                            | 13970mm                                                                            | 13970mm                                                                            |
| 寸法         | 全幅                     | 2550mm                                                                             | 2550mm                                                                             | 2550mm                                                                             | 2550mm                                                                             | 2550mm                                                                             | 2550mm                                                                             |
| 寸法         | 機関車全軸距             | 6100mm                                                                             | 6100mm                                                                             | 6100mm                                                                             | 6100mm                                                                             | 6100mm                                                                             | 6100mm                                                                             |
| 寸法         | 固定軸距                 | 2450mm                                                                             | 2450mm                                                                             | 2450mm                                                                             | 2450mm                                                                             | 2450mm                                                                             | 2450mm                                                                             |
| 寸法         | テンダー軸距             | 2000mm                                                                             | 2475mm                                                                             | 2475mm                                                                             | 2475mm                                                                             | 2475mm                                                                             | 2475mm                                                                             |
| 寸法         | 動輪径                   | 1050mm                                                                             | 1050mm                                                                             | 1050mm                                                                             | 1050mm                                                                             | 1050mm                                                                             | 1050mm                                                                             |
| 寸法         | 先輪/テンダー車輪径      | 700mm                                                                              | 700mm                                                                              | 700mm                                                                              | 700mm                                                                              | 700mm                                                                              | 700mm                                                                              |
| 重量         | 空車重量                 | 47.8t                                                                              | 50.1t                                                                              | 50.9t                                                                              | 50.9t                                                                              | 51.3t                                                                              | 52.4t                                                                              |
| 重量         | 運転整備重量             | 58.9t                                                                              | 67.3t                                                                              | 67.5t                                                                              | 67.5t                                                                              | 68.5t                                                                              | 69.7t                                                                              |
| 重量         | 動輪周上重量             | 40.9t                                                                              | 41.6t                                                                              | 41.6t                                                                              | 41.6t                                                                              | 41.6t                                                                              | 42.5t                                                                              |
| ボイラー     | 火格子面積               | 1.9m2                                                                              | 2.1m2                                                                              | 2.1m2                                                                              | 2.1m2                                                                              | 2.1m2                                                                              | 2.1m2                                                                              |
| ボイラー     | 火室伝熱面積             | 7.6m2                                                                              | 8.4m2                                                                              | 8.4m2                                                                              | 8.4m2                                                                              | 8.4m2                                                                              | 8.4m2                                                                              |
| ボイラー     | 過熱面積                 | -m2                                                                                | -m2                                                                                | 27.5m2                                                                             | 27.5m2                                                                             | 27.5m2                                                                             | 27.5m2                                                                             |
| ボイラー     | 全伝熱面積               | 117.6m2                                                                            | 131.4m2                                                                            | 133.0m2                                                                            | 133.0m2                                                                            | 133.0m2                                                                            | 133.0m2                                                                            |
| ボイラー     | 煙管本数                 | 小煙管176                                                                          | 小煙管196                                                                          | 小煙管112/大煙管18                                                                 | 小煙管112/大煙管18                                                                 | 小煙管112/大煙管18                                                                 | 小煙管112/大煙管18                                                                 |
| ボイラー     | ボイラー長               | 7346mm                                                                             | 7346mm                                                                             | 7346mm                                                                             | 7346mm                                                                             | 7346mm                                                                             | 7346mm                                                                             |
| ボイラー     | 煙管長                   | 4000mm                                                                             | 4000mm                                                                             | 4000mm                                                                             | 4000mm                                                                             | 4000mm                                                                             | 4000mm                                                                             |
| ボイラー     | 使用圧力                 | 13kg/cm2                                                                           | 14kg/cm2                                                                           | 12kg/cm2                                                                           | 12kg/cm2                                                                           | 12kg/cm2                                                                           | 12kg/cm2                                                                           |
| 走行装置     | シリンダ径               | 高圧440mm/低圧660mm                                                                | 高圧440mm/低圧660mm                                                                | 440mm                                                                              | 460mm                                                                              | 460mm                                                                              | 460mm                                                                              |
| 走行装置     | シリンダ行程             | 580mm                                                                              | 580mm                                                                              | 580mm                                                                              | 580mm                                                                              | 580mm                                                                              | 580mm                                                                              |
| 走行装置     | 弁装置                   | ワルシャート式                                                                     | ワルシャート式                                                                     | ワルシャート式                                                                     | ワルシャート式                                                                     | ワルシャート式                                                                     | ワルシャート式                                                                     |
| 性能         | 出力                     | 323kW                                                                              | 588kW                                                                              | 588kW                                                                              | 588kW                                                                              | 588kW                                                                              | 588kW                                                                              |
| 性能         | 牽引力                   | 323kW                                                                              | 588kW                                                                              | 588kW                                                                              | 588kW                                                                              | 588kW                                                                              | 588kW                                                                              |
| 性能         | 牽引トン数（35パーミル） | 90t(18km/h)                                                                        | 95t(32km/h)                                                                        | 95t(32km/h)                                                                        | 95t(32km/h)                                                                        | 95t(32km/h)                                                                        | 95t(32km/h)                                                                        |
| 性能         | 牽引トン数（45パーミル） | -                                                                                  | 75t(32km/h)                                                                        | 75t(32km/h)                                                                        | 75t(32km/h)                                                                        | 75t(32km/h)                                                                        | 75t(32km/h)                                                                        |
| 性能         | 最高速度                 | 45km/h                                                                             | 45km/h                                                                             | 45km/h                                                                             | 45km/h                                                                             | 45km/h                                                                             | 45km/h                                                                             |
| テンダー     | 石炭積載量               | 2.0t                                                                               | 2.5t                                                                               | 2.5t                                                                               | 2.5t                                                                               | 2.5t                                                                               | 2.5t                                                                               |
| テンダー     | 水積載量                 | 5.0m3                                                                              | 9.8m3                                                                              | 9.8m3                                                                              | 9.8m3                                                                              | 10.0m3                                                                             | 10.0m3                                                                             |
| ブレーキ装置 | ブレーキ装置             | 手ブレーキ、真空ブレーキ（ハーディー式）、反圧ブレーキ (空気) （リッゲンバッハ式） | 手ブレーキ、真空ブレーキ（ハーディー式）、反圧ブレーキ (空気) （リッゲンバッハ式） | 手ブレーキ、真空ブレーキ（ハーディー式）、反圧ブレーキ (空気) （リッゲンバッハ式） | 手ブレーキ、真空ブレーキ（ハーディー式）、反圧ブレーキ (空気) （リッゲンバッハ式） | 手ブレーキ、真空ブレーキ（ハーディー式）、反圧ブレーキ (空気) （リッゲンバッハ式） | 手ブレーキ、真空ブレーキ（ハーディー式）、反圧ブレーキ (空気) （リッゲンバッハ式） |

## 運行

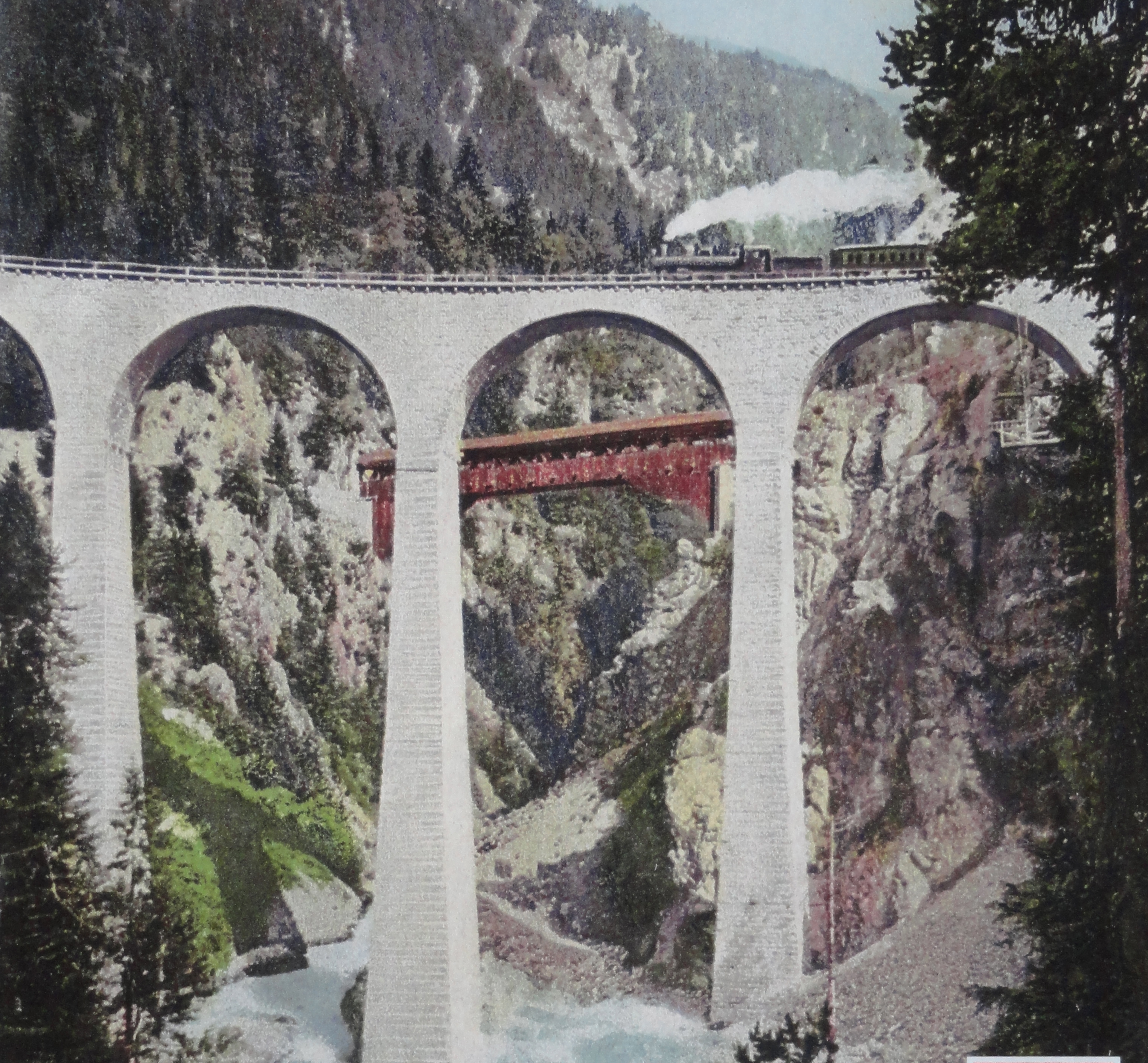
ルーセン橋を渡るG4/5形が牽引する列車

- レーティッシュ鉄道の本線系統で主力として使用されていた。
- 当初は主力として使用されていたが、電化の進展に伴い電気機関車に役目を譲り、事業用として残った107号機と108号機を除き1920年から1949年にかけて順次廃車となっていった。
- 残った2両は1960年代以降では旧型客車を牽引するイベント列車用にも使用されており、重連で使用される姿も見られる。なお、107号機がラントクアルトに、108号機はサメーダンに配置されている。
- 2006年のグラウビュンデン蒸気機関車祭では製造100年を記念して、107号機にはAlbula、108号機にはEngiadinaの機体名が付けられている。

## 廃車・譲渡
電化の進展により1920年以降1927年にかけて107、108号機を残して順次廃車となり、2両がブラジルの中央鉄道へ、7両がスペインのロブラ鉄道へ、18両がタイの国鉄へ譲渡された。各機体の廃車年、譲渡先、譲渡先機番、譲渡先廃車年は以下の通り。
- 101 - 1924年 - ブラジル中央鉄道 - 1230 - 1939年
- 102 - 1949年 - ロブラ鉄道 - 102 Ceferino de Urien - 1970年
- 103 - 1924年 - ブラジル中央鉄道 - 1231 - 1939年
- 104 - 1949年 - ロブラ鉄道 - 104 José de Aresti - 1970年
- 105 - 1949年 - ロブラ鉄道 - 105 Guillermo Baraudiaran - 1970年
- 106 - 1949年 - ロブラ鉄道 - 106 Manuel Orra - 1970年
- 109 - 1920年 - ロブラ鉄道 - 109 José Ignacio Ustara - 1970年
- 110 - 1920年 - ロブラ鉄道 - 110 José-Maria San Martin - 1970年
- 111 - 1920年 - ロブラ鉄道 - 111 Victoriano Garay - 1970年
- 112 - 1927年 - タイ国鉄 - 343 - 1956年
- 113 - 1927年 - タイ国鉄 - 344 - 1954年
- 114 - 1927年 - タイ国鉄 - 345 - 1950年
- 115 - 1927年 - タイ国鉄 - 346 - 1950年
- 116 - 1927年 - タイ国鉄 - 347 - 1953年

- 117 - 1927年 - タイ国鉄 - 348 - 1950年
- 118 - 1926年 - タイ国鉄 - 340 - 1965年
- 119 - 1926年 - タイ国鉄 - 342 - 1954年
- 120 - 1926年 - タイ国鉄 - 341 - 1954年
- 121 - 1926年 - タイ国鉄 - 339 - 1959年
- 122 - 1926年 - タイ国鉄 - 338 - 1965年
- 123 - 1926年 - タイ国鉄 - 336 - 1966年
- 124 - 1926年 - タイ国鉄 - 337 - 1964年
- 125 - 1926年 - タイ国鉄 - 335 - 1953年
- 126 - 1926年 - タイ国鉄 - 331 - 1956年
- 127 - 1926年 - タイ国鉄 - 332 - 1961年
- 128 - 1926年 - タイ国鉄 - 333 - 1958年
- 129 - 1926年 - タイ国鉄 - 334 - 1950年

- いずれもほぼ原形のまま使用され、ロブラ鉄道では原番号のまま各機体に機体名を付けて使用され、タイ国鉄では先頭部にカウキャッチャーを取付けて使用されていた。
- タイ国鉄の機体のうち、340号機（レーティッシュ鉄道108号機）はチェンマイで、336号機（レーティッシュ鉄道123号機）はバンコクの鉄道博物館でそれぞれ保存されている。